# Дзельце
Дзельце (пол. Dzielce) — село в Польщі, у гміні Радечниця Замойського повіту Люблінського воєводства.
Населення — 87 осіб (2011).

## Демографія
Демографічна структура станом на 31 березня 2011 року:
|          | Загалом | Допрацездатний вік | Працездатний вік | Постпрацездатний вік |
| -------- | ------- | ------------------ | ---------------- | -------------------- |
| Чоловіки | 46      | 10                 | 26               | 10                   |
| Жінки    | 41      | 7                  | 19               | 15                   |
| Разом    | 87      | 17                 | 45               | 25                   |